# Філіал (фільм)
Філіал — радянський художній фільм 1988 року, знятий на кіностудії «Білорусьфільм».

## Сюжет
Комунальна квартира. Її лабіринти служать і житлом для тих, хто не встиг з різних причин виїхати, і притулком для філії НДІ. У цю плутанину, де велосипед знаходиться з дошкою пошани, а над робочим службовим столом сохне на мотузці білизна, і потрапляє молодий фахівець Петро Румянцев (Дмитро Харатьян). Розібратися йому важко, а допомогти нікому. Сам директор НДІ не може відповісти, до якої галузі відноситься філія. Проблему робочого місця Румянцеву доводиться вирішувати на свій страх і ризик. Сидіти просто ніде. Сабурова, що живе в цій комунальній квартирі, пропонує скористатися її «метрами»: у неї дочки-близнюки на виданні, а Петро підходить на роль нареченого. Відмовившись спочатку від пропозиції Сабурової, Румянцев, марно намагався знайти робоче місце, погодився і, не встигнувши оговтатись вже гуляв… на власному весіллі.

## У ролях
- Дмитро Харатьян — Петро Румянцев
- Наталія Лабурцева — Горгона Михайлівна, заступник директора
- Лідія Федосеєва-Шукшина — Віра Платонівна Сабурова, сусідка, мати близнят
- Альона Яковлєва — Люся, соціальний психолог
- Алла Осипенко — Вікторія Львівна, сусідка
- Олена Шилкіна — Катя, сусідка з маленькою дитиною
- Марія Пастухова — Анна Іванівна, вахтер
- Михайло Стародубов — Бусіков, культорг
- Вадим Гемс — Сергій Антонович Шляхін, директор філії
- Крістіна Гудоніте — працівник філії
- Наталія Хорохоріна — Ніна Олександрівна, інженер по техніці безпеки
- Євгенія Добровольська — Ірина, лаборант
- Ірина Базикіна — близнючка Сабурова, сусідка
- Олена Базикіна — близнючка Сабурова, сусідка
- Кахабер Шарабідзе — жених
- Володимир Еренберг — академік
- Ігор Леньов — міліціонер
- Володимир Шелестов — епізод
- Леонід Гривенєв — епізод
- Віталій Биков — начальник канцелярії
- Андрій Бубашкін — гість на весіллі
- Олександр Єфремов — епізод
- Олександр Кашперов — колега
- Віктор Рибчинський — працівник філії
- Аркадій Пишняк — гість на весіллі

## Знімальна група
- Режисер — Євген Марковський
- Сценарист — Олександр Житинський
- Оператор — Анастасія Суханова
- Композитор — Володимир Дашкевич
- Художник — Олександр Верещагін